# Танці Вулиць
Танці Вулиць — комедійний фільм 2004 року.

## Сюжет
Елджін і Девід - кращі друзі. Їх команда непереможна. Але раптом несподіванка, краща команда з іншого міста викликає їх на поєдинок. Девід і Елджін з своїми приятелями, Джарелом, Демаріо, Торнтоном і Дрюксом повинні придумати і відточити нові могутні фішки, щоб виграти у заїжджої команди. У процесі розкриваються таємні наміри наших хлопців, але вони все долають і вступають в жорстокий поєдинок з виїзною командою.